# Richard von Krafft-Ebing
Richard von Krafft-Ebing, född 14 augusti 1840 i Mannheim, Storhertigdömet Baden, död 22 december 1902 i Graz, Österrike-Ungern, var en tysk baron, läkare och professor.
Krafft-Ebing blev 1873 e.o. och 1886 ordinarie professor i psykiatri jämte nervsjukdomar och parafili i Graz, där han inrättade ett sanatorium för nervsjuka, och övertog 1889 motsvarande lärostol vid Wiens universitet. Han gjorde sig vida känd genom ett antal förtjänstfulla arbeten, bl.a. Lehrbuch der gerichtlichen Psychopathologie (1875; tredje upplagan, andra utgåvan 1900), Lehrbuch der Psychiatrie (1879; sjunde upplagan 1903) och Psychopathia sexualis (1886; trettonde upplagan 1907) samt de populärt hållna Über gesunde und kranke Nerven (1885; Om friska och sjuka nerver) och Eine experimentelle Studie auf dem Gebiete des Hypnotismus (1888; En studie på hypnotismens område).

## Böcker på svenska
- Om friska och sjuka nerver (Über gesunde und kranke Nerven) (översättning Oscar Heinrich Dumrath, Seligmann, 1885)
- En studie på hypnotismens område (Eine experimentelle Studie auf dem Gebiete des Hypnotismus) (översättning Oscar Heinrich Dumrath, Geber, 1888)